# Ле Вегре (Тревизо)
Ле Вегре је насеље у Италији у округу Тревизо, региону Венето.
Према процени из 2011. у насељу је живело 415 становника. Насеље се налази на надморској висини од 51 м.